# Rivalità tra Colonia e Düsseldorf

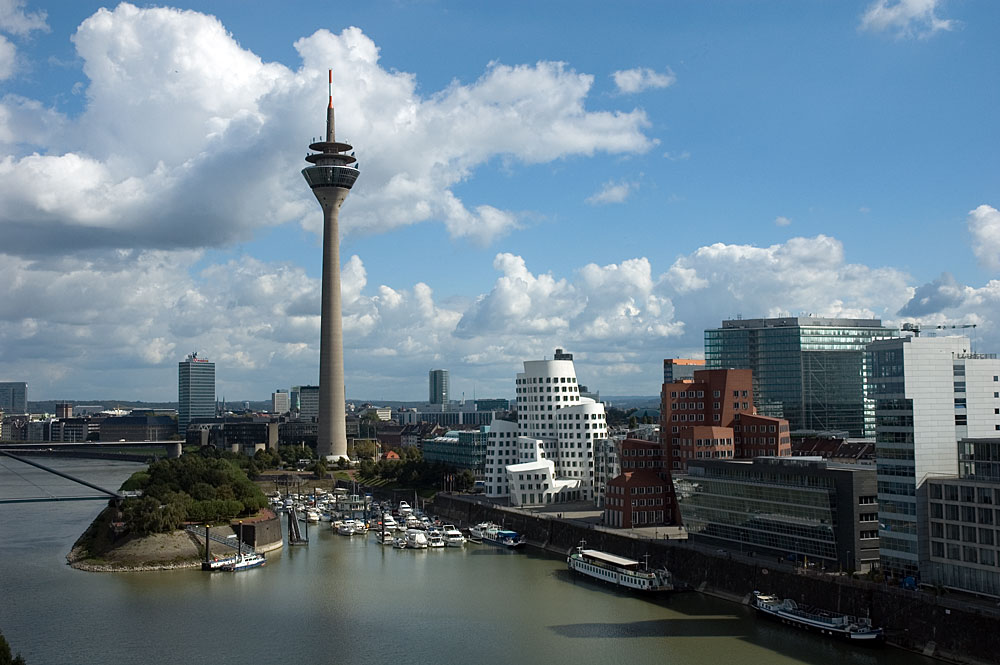
Düsseldorf

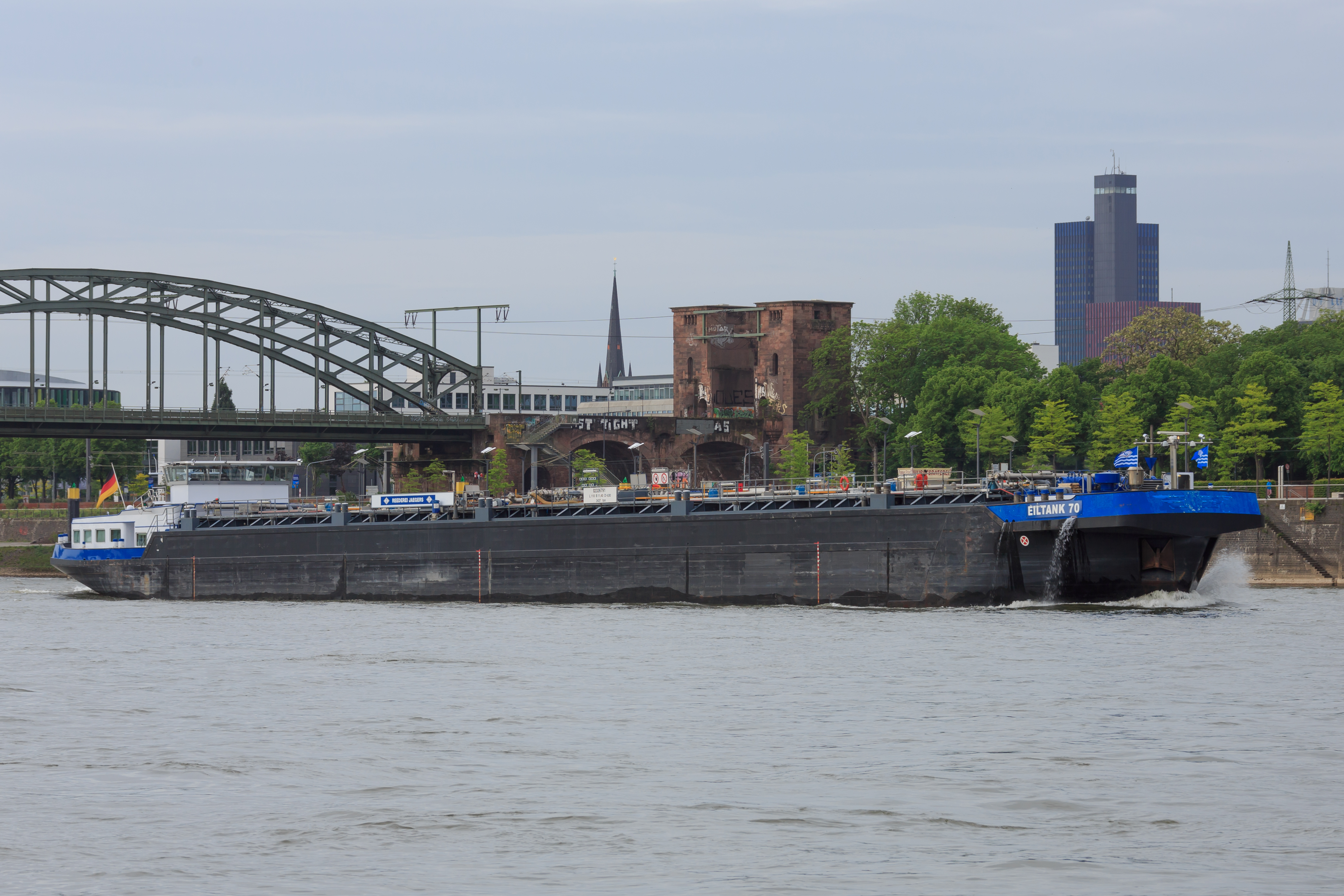
Colonia

Con rivalità tra Colonia e Düsseldorf si intende il rapporto competitivo tra le due città della Renania, situate a quasi 40 chilometri di distanza sul Reno. Sebbene questa rivalità sia nota a livello sportivo e culturale, si basa anche su fatti storici ed economici.

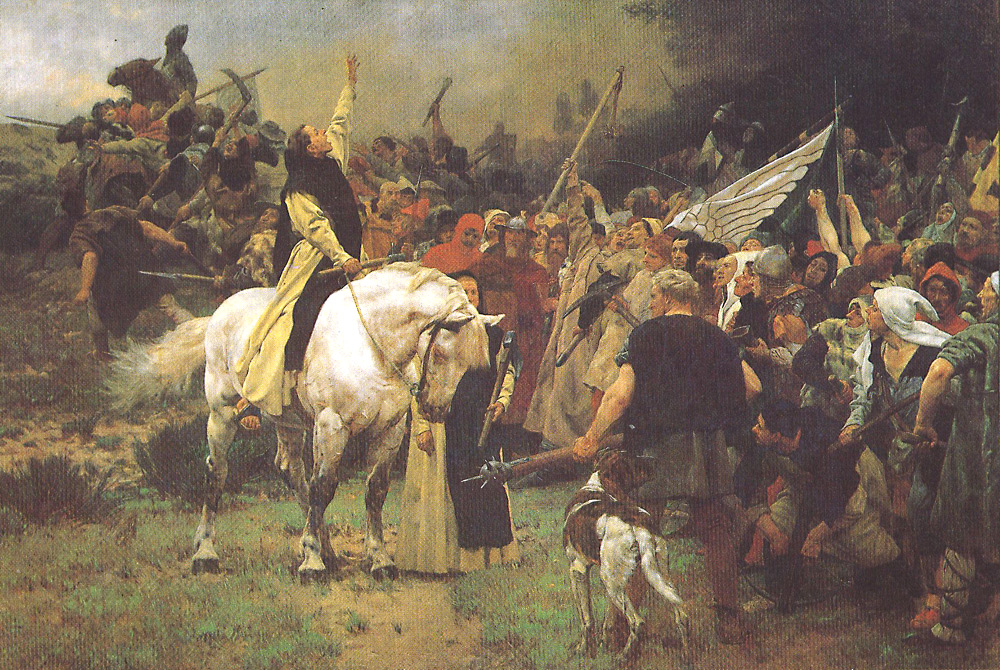
Battaglia di Worringen

## Controversie storiche

### Dalla Battaglia di Worringen all’industrializzazione
L’inizio dell'inimicizia tra Colonia e Düsseldorf è spesso associato alla battaglia di Worringen del 1288, considerata in realtà una leggenda. In questa battaglia, gli abitanti di entrambe le città combatterono fianco a fianco e ne trassero vantaggio: Colonia divenne indipendente dall'arcivescovado, mentre Düsseldorf ricevette i diritti di città dal duca Adolfo di Berg per la sua posizione strategica, protetta dalle inondazioni del Reno.
Nel XIII secolo Colonia era la principale metropoli commerciale della Germania, con una popolazione di 20.000-25.000 abitanti, ma anche un importante luogo di pellegrinaggio. Lo stapelrecht, un diritto di dazio che imponeva a chi voleva commerciare con la città, passando per il fiume, la permanenza tre giorni prima di ripartire. Questo contribuì alla forza economica della città. Tuttavia, Düsseldorf cominiciò a emergere grazie al trasporto di merci sul fiume. 
Colonia e Düsseldorf furono occupate dalle truppe francesi nel XVIII secolo. Colonia entrò a far parte della Francia e mantenne lo Stapelrecht, che divenne la più importante misura di politica economica della città. Düsseldorf fu occupata fino al 1801 e in seguito divenne la capitale del Granducato di Berg. L'introduzione del sistema doganale francese sul confine del Reno durante il periodo francese, contribuì allo sviluppo di Düsseldorf come importante centro commerciale, nonostante vigesse ancora lo Stapelrecht a Colonia.

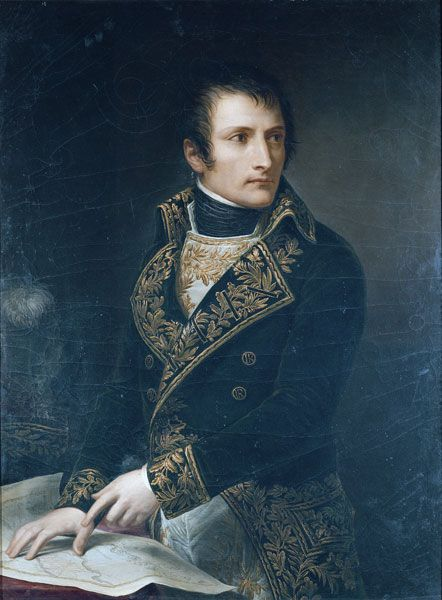
Napoleone

Il 2 novembre 1811 l'imperatore Napoleone soggiornò a Düsseldorf per tre giorni, ricevendo un’accoglienza entusiastica, tanto da definire la città “piccola Parigi”. Non si può dire lo stesso di Colonia, dove Napoleone non rimase per nulla soddisfatto dell’ospitalità offerta dalla città. Napoleone decise di abbellire la città di Düsseldorf, emanando il “Decreto di abbellimento”.
Nel 1815 entrambe le città furono annesse al Regno di Prussia e nel 1820 il principe Federico di Prussia si stabilì a Düsseldorf, promuovendo la vita culturale e sociale della città.
Colonia, invece, non ricevette alcun privilegio tra le città prussiane e dovette accontentarsi del sostegno finanziario per la costruzione della Cattedrale.
La rivalità tra Düsseldorf e Colonia continuò nell'era industriale. Colonia sviluppò una rete ferroviaria moderna e divenne un nodo centrale dei trasporti. Vantava anche una lunga storia nel settore bancario, ma l'economia di Düsseldorf si sviluppò in modo più dinamico. La rivalità tra le due città viene accentuata, negli anni ‘20, dal rapporto conflittuale tra Konrad Adenauer e Robert Lehr, sindaci rispettivamente di Colonia e Düsseldorf. Durante la guerra, Colonia subì più distruzioni rispetto a Düsseldorf. Quest'ultima fu poi scelta come capitale del neonato Stato della Renania Settentrionale-Vestfalia nel 1946.

## Cultura

### Carnevale

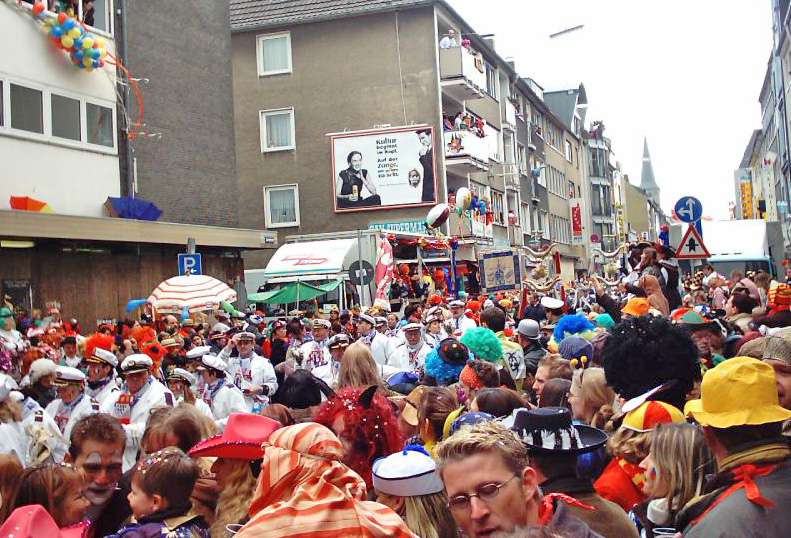
Carnevale di Colonia

La rivalità tra le città di Colonia e Düsseldorf durante il carnevale ha origini storiche. In passato, le due città celebravano il carnevale in modo del tutto indipendente l'una dall'altra. Nel 1823, Colonia mise in atto il primo carnevale "organizzato" dai cittadini e questo modello fu presto seguito anche da Düsseldorf e altre città della Renania. Questo perché gli appassionati del Carnevale preferivano andare a Colonia invece di festeggiare nelle loro città di provenienza. 
 
Dopo la Prima Guerra Mondiale, il carnevale divenne un'importante fonte di reddito e le città lottarono per le quote presenti nell’industria del carnevale. Tuttavia, nel 1937, il carnevale di Colonia divenne sempre più importante in tutta la Renania, al di là della città, mentre quelli di altre città come Aquisgrana, Bonn e Düsseldorf rimasero eventi locali.

## Rivalità oggi

### Musica

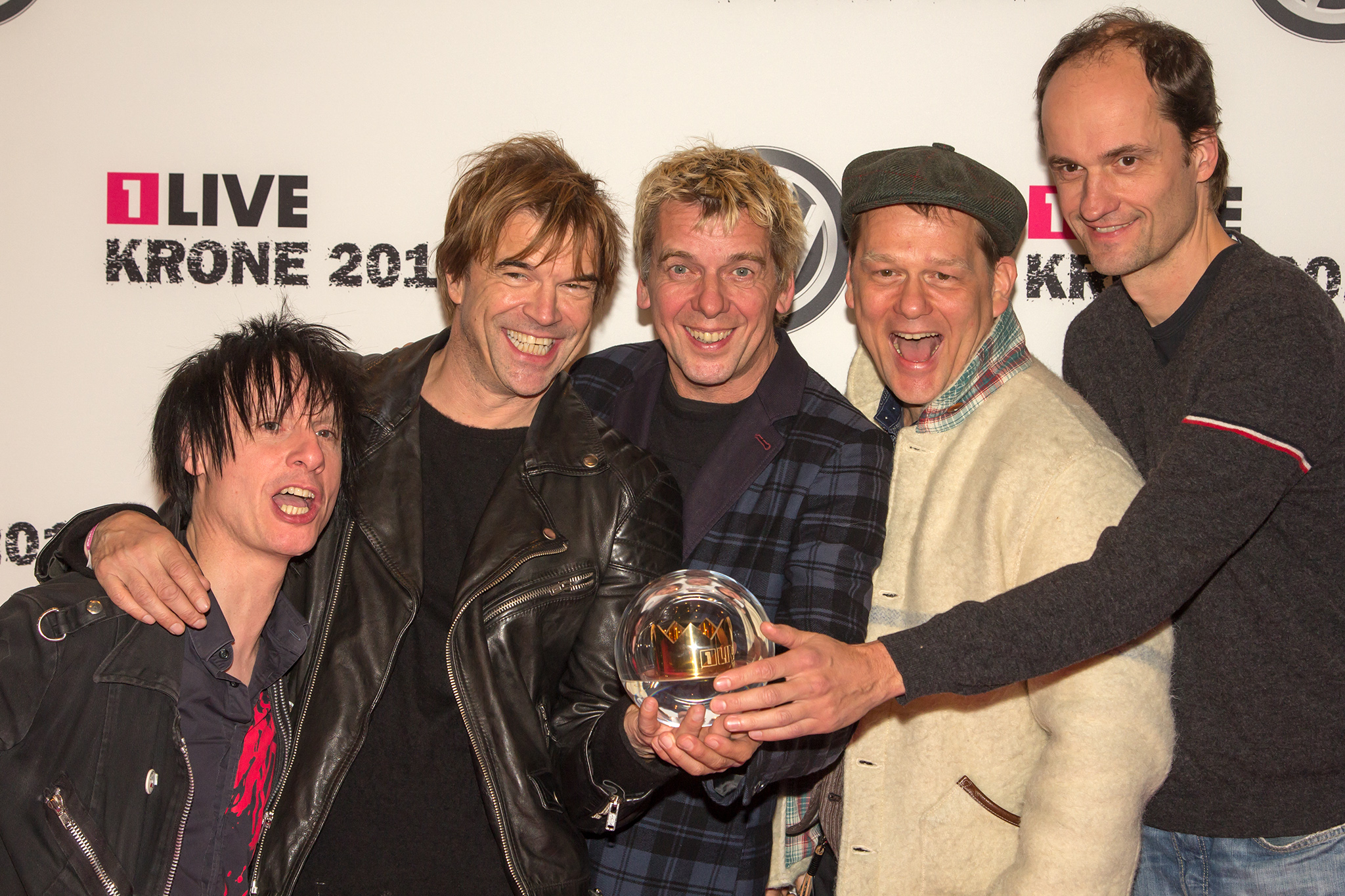
Die Toten Hosen

Questa rivalità è presente anche nella musica. Il gruppo musicale di Colonia Domstürmer nella canzone "Über Köln lacht die Sonne, über Düsseldorf die Welt" (Il sole sorride a Colonia, il mondo sorride a Düsseldorf) afferma che la birra “Alt” (tipica di Düsseldorf) farebbe ammalare le persone. I Dussel Disharmoniker, una band di Düsseldorf, nella canzone "Da schwimmt 'ne Kölner" ("C'è una persona di Colonia che nuota") esprimono la loro gioia, quando Colonia subisce un'inondazione. In un concerto a Colonia, i Die Toten Hosen suonarono la canzone "Ich bin froh, dass ich kein Dicker bin" (Sono contento di non essere sovrappeso) - ma con il testo "Ich bin froh, dass ich kein Kölner bin" (Sono contento di non essere di Colonia). 
Nel maggio 2016, la cantante Adele fu vittima della rivalità tra le città durante un concerto a Colonia. Dopo aver portato sul palco una bambina di Düsseldorf, provocò la reazione stizzita del pubblico.

### Sport

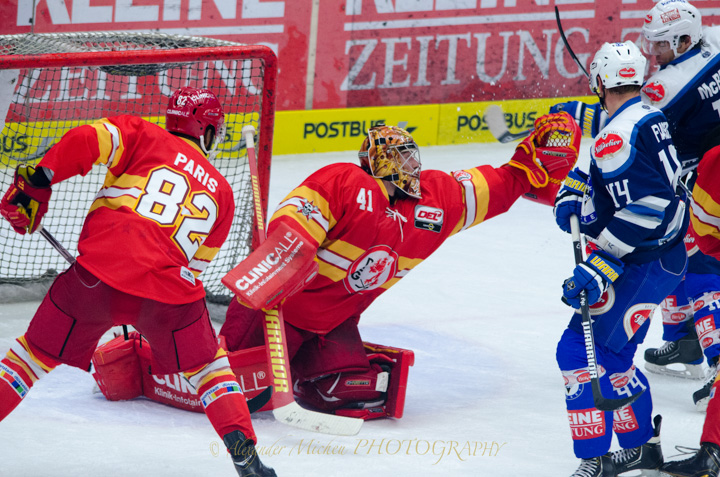
DEG Metro Stars

Düsseldorf e Colonia sono diverse per la posizione sul Reno, la birra (la “Kölsch” chiara contro la “Alt” scura), le squadre sportive (FC Köln e Fortuna Düsseldorf nel calcio). La rivalità sportiva più accesa è senz’altro quella che vede le squadre di hockey delle due città, i Kölner Haie e la Deg metro stars. 
La tifoseria di quest’ultima squadra fu autrice di due scherzi memorabili ai danni della compagine di Colonia. Nel primo, avvenuto nel dicembre 2015 prima di giocare il derby, i tifosi della squadra di Düsseldorf misero in vendita su eBay due squali di plastica, simbolo della squadra di Colonia. Per deriderli, scrissero che “mancano diversi denti, perciò spesso non mordono davvero”, alludendo all’inefficacia in campo. Il secondo scherzo fu organizzato in questo modo: i tifosi della DEG metro stars attaccarono il logo della loro squadra sul tetto dell’autobus dei Kölner Haie, durante il 220º derby tra le due squadre. In questo modo la squadra di Colonia non si accorse del gesto, facendo pubblicità involontaria alla squadra rivale.

### Pubblicità
A Colonia, è possibile acquistare dei computer con la scritta “Kölsch” che sostituisce il tasto Alt, con riferimento alle due tipologie di birra tipiche delle città.
                                                               Non tutti vedono questa forte rivalità tra Colonia e Düsseldorf. Infatti, gli studenti dell'Università di Scienze Applicate di Colonia hanno creato un sito web, dove sostengono che questa rivalità in realtà non esiste, e spiegano come questa percezione sia dovuta ad un’interpretazione sbagliata degli eventi storici e del carnevale.

Ma i cittadini non sono dello stesso pensiero, e si riferiscono alla città rivale come “città proibita”. E non solo loro, perché questo antagonismo è stato sfruttato dal colosso McDonald’s. Nel 2010, per pubblicizzare il “McWrap” a Düsseldorf, la catena di ristoranti usò lo slogan "Probieren Sie ihn, bevor ein Kölner es tut (Provalo prima che lo faccia qualcuno a Colonia)". A Colonia è stato utilizzato lo stesso slogan, ma riferendosi alla città di Düsseldorf. C’è chi sfrutta questa rivalità in maniera autoironica, come lo zoo di Colonia, che nella pubblicità rivolta ai cittadini di Düsseldorf usò lo slogan: "Schaut Euch mal die Kölner Affen an" (Date un’occhiata alle scimmie di Colonia).

### Bibliografiche
1. Florian Stark: Die Schlacht, die Köln und Düsseldorf verfeindete.In: welt.de. 1. Juni 2013, abgerufen am 21. November 2015.
2. Die Schlacht von Worringen: Kölner und Düsseldorfer kämpften zusammen. In: N24. 5. Juni 2013, abgerufen am 21. November 2015.
3. Christian Hillen: Der Kölner Stapel. In: Portal Rheinische Geschichte. 26. November 2015, abgerufen am 26. November 2015.
4. Jacques Tilly: So war die Schlacht von Worringen wirklich. In: rp-online.de. 14. August 2013, abgerufen am 17. Dezember 2015.
5. Clemens von Looz-Corswarem: Düsseldorf. In: Portal Rheinische Geschichte. 17. Januar 2014, archiviert vom Original am 22. Dezember 2015; abgerufen am 17. Dezember 2015
6. Clemens von Looz-Corswarem: Köln – Düsseldorf. Zwei rheinische Städte im historischen Vergleich. In: Fimpeler, Düsseldorf Köln, S. 17.
7. Gerd Schwerhoff: Köln im Ancien Régime 1686–1794 (= Geschichte der Stadt Köln, 7). Köln 2017, S. 181, 185
8. Andreas Fasel: Napoleon – Segen und Fluch für Rheinland und Westfalen. In: welt.de. 11. Februar 2007, abgerufen am 18. Dezember 2015.
9. Clemens von Looz-Corswarem: Der Streit um den Rhein. Düsseldorf und Jülich-Berg als Handelsrivalen Kölns. In: Düsseldorfer Jahrbuch, Band 91 (2021), S. 9–61, hier S. 57 ff.
10. Lothar Weiß: Robert Lehr. In: Portal Rheinische Geschichte. Abgerufen am 12. März 2016.
11. Hildegard Frieß-Reimann: Der organisierte Karneval seit der Reform in Köln 1823. In: Geschichtlicher Atlas der Rheinlande. 11,5 mit Beiheft. Hrsg. v. Gesellschaft für Rheinische Geschichtskunde. Zitiert nach: Euler-Schmidt/Leifeld: Gleiche Brüder, gleiche Kappen? Die Entwicklung einer zwiespältigen Karnevalsfreundschaft. In: Fimpeler, Düsseldorf Köln, S. 194
12. Stefan Volberg: Köln und Düsseldorf: Eine gepflegte rheinische Rivalität – Kölnische Rundschau.
13. Michael Greuel: Karneval: Köln oder Düsseldorf – wer ist jecker? . 4. Februar 2015, abgerufen am 25. März 2016.
14. Marcus Bäcker/Hans Hoff: Die ewige Frage: Düsseldorf oder Köln? 20. August 2006, abgerufen am 13. März 2016.
15. Prüss, Köln v. Düsseldorf. Düsseldorf vs. Köln. S. 156.
16. Jutta Gay/Stephan Meyer: Streit am Rhein. Das Buch über Köln und Düsseldorf. Lund Verlagsgesellschaft, 2006, ISBN 978-3-938486-03-0, S. 4.
17. Rivalen am Rhein – WDR Fernsehen. In: www1.wdr.de. 29. Mai 2015, abgerufen am 17. Dezember 2015.
18. Eklat in Lanxess-Arena: Superstar Adele wundert sich in Köln: "Shut up! Was habt ihr bitte gegen Düsseldorf?" . 15. Mai 2016, abgerufen am 15. Mai 2016.
19. Eishockey: https://www.focus.de/sport/wintersport/eishockey-rheinische-rivalitaet-deg-versteigert-koelner-haie%20id%205179923.html[collegamento interrotto]. In: Focus Online. 29. Dezember 2015, abgerufen am 11. März 2016.
20. Andreas Rossmann: Ungleiche Schwestern mit Sinn für Rivalität. . 16. Februar 2012, abgerufen am 21. November 2015.
21. Köln liebt Düsseldorf – Düsseldorf liebt Köln. In: koelnliebtduesseldorf.de. Archiviert vom Original am 4. März 2016; abgerufen am 21. März 2016
22. Martina Stöcker: Köln – die verbotene Stadt. In: rp-online.de. 11. Mai 2011, abgerufen am 18. Dezember 2015.
23. Köln: „Die verbotene Stadt“ Archiviato il 23 dicembre 2015 in Internet Archive.. . 13. Mai 2011, abgerufen am 18. Dezember 2015.
24. Jutta Gay/Stephan Meyer: Streit am Rhein. Das Buch über Köln und Düsseldorf. Lund Verlagsgesellschaft, 2006, ISBN 978-3-938486-03-0, S. 93.
25. Judith Conrady: Köln vs. Düsseldorf: Lieblingsfeindschaft als Werbefaktor. In: rp-online.de. 9. April 2010, abgerufen am 1. Januar 2016.
26. Kirstin Macher: Köln vs. Düsseldorf – Alte Fehde rostet nicht! In: blog.expedia.de. 14. Juni 2020, abgerufen am 1. Januar 2016.
27. Markus Sekulla: Werbung für den Kölner Zoo in Düsseldorf. In: krawattentraeger.de. 26. Juli 2012, archiviert vom Original am 12. März 2016; abgerufen am 12. März 2016.
28. Informa Giovani Italia. Storia di Colonia
29. Hostelscentral. Colonia: curiosità da sapere
30. Informa Giovani Italia. Storia di Düsseldorf
31. Sapere.it Düsseldorf su Enciclopedia